# Recuperación (sociología)

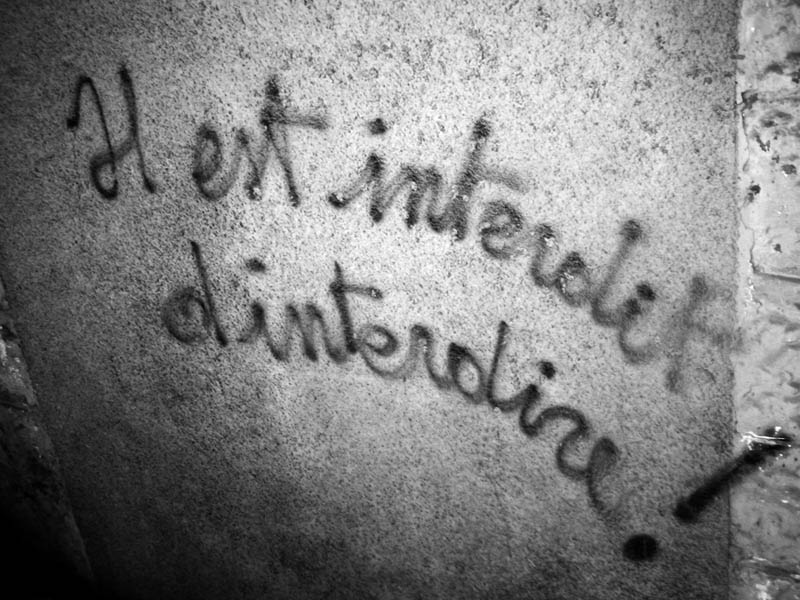
Grafiti situacionista, Menton, Francia, 2006 (el lema de 1968 Il est interdit d'interdire!, “¡Está prohibido prohibir!”, sin apóstrofe).

Recuperación es un concepto sociológico nacido dentro de la filosofía del situacionismo. Este habla sobre la posibilidad siempre presente de que ideas y cosas revolucionarias o radicales puedan ser incorporados a las lógicas dominantes que obedecen al sistema capitalista y al sistema burocrático por medio de la mercantilización (entrada a la lógica de mercancía) y la funcionalización dentro del sistema dominante. La estrategia principal para esto es el vaciar a algo de contenido y el adentrarlo en el sistema de la mercancía. 
El mecanismo en marcha es descrito por Guy Debord de la siguiente forma: "cada mercancía, en la medida de su pasión, realiza de hecho en la inconsciencia algo más elevado: el devenir mundo de la mercancía que es también el devenir mercancía del mundo. Así, por una astucia de la razón mercantil, lo particular de la mercancía se desgasta combatiendo, mientras que la forma-mercancía va hacia su realización absoluta". Jaime Semprún dio varios ejemplos de recuperación en su libro de 1976 Précis de récupération, illustré de nombreux exemples tirés de l'histoire récente, publicado por Champ Libre.
Un ejemplo muy conocido de recuperación es la masiva exposición y uso comercial sin mensaje alguno de la imagen del Che Guevara. Otro ejemplo fue en los noventa la fama que lograría la banda de "grunge" Nirvana que provenía de orígenes underground pero que después ayudaría a una discográfica a enriquecerse. El mismo Kurt Cobain, vocalista de la banda, se llegó a quejar de la situación que habían provocado.

## La recuperación y las subculturas
A pesar de que las subculturas se asocian comúnmente a modas y rebeldías juveniles, a manera de un nicho de consumo alternativo, existen simpatizantes de estas que consideran que las mismas representan una "antimoda", contraria al consumo de mercado. Esta dicotomía de criterios, entre consumo alternativo y anticonsumo, bien podría asociarse al debate sobre la pertinencia del concepto de "recuperación" aplicado a subculturas.
La atención masiva de los medios de comunicación estadounidenses al movimiento hippie en el llamado Verano del amor causó molestias inclusive dentro de los mismos hippies. En un parque de San Francisco al final del verano del amor los Diggers, un grupo político-teatral asociado al movimiento, decidieron organizar un happening llamado "la muerte del hippie" en el cual se enterró simbólicamente a un hippie en un ataúd. En parte se quería denunciar la llegada de muchas personas a San Francisco con perspectivas limitadas a la fiesta y las drogas y poco alineadas con los valores más profundos en gestación como la no violencia y la creación de una sociedad alternativa. En sí, se quería denunciar la mercantilización de la moda hippie y su "recuperación" por el consumismo. También se rechazaba el escándalo mediático y la serie de productos lucrativos que ellos consideraban negativo para el movimiento. 
La subcultura punk tendría sucesos ligados a este tema. Fue famosa la canción de la banda The Clash "White man in Hammersmeith Palais" de 1977 en la cual popularizaron la frase "turning rebelion into money" o "haciendo dinero de la rebelión". Ellos mismos después fueron denunciados por hipocresía al firmar un contrato con la multinacional Columbia. Asimismo Malcolm McLaren tomó conceptos situacionistas del arte y estética del BDSM para crear grupos como Sex Pistols, llegando a afirmar años más tarde que concibió al grupo con un solo propósito: enriquecerse hasta la locura, "y cuando me gasté todo el dinero repetí la fórmula con Bow Wow Wow. El escándalo vende". Mientras tanto alrededor de su creación se gestó una subcultura anticonsumista y antilucrativa en la que se tomó en serio, más por parte de unos y menos por otros, que el punk era un fenómeno contestario hacia una "sociedad burguesa". Johnnie Rotten de los Sex Pistols se vería motivado en abandonar la banda en 1978 por detestar el producto masivo en que se habría convertido el punk. La banda que fundó después, Public Image Ltd se caracterizaría por un estilo muy diferente al de los Sex Pistols.
Debido a que sin comercialización, o sin modas juveniles, gran parte de las culturas no alcanzarían a difundirse; la principal crítica de estos grupos no es en sí a la compra y venta y al lucro, en términos prácticos, sino a no ser o no poder ser independientes en la parte creativa y en algunos casos también en la parte administrativa. Por ello es que las subculturas no necesariamente contienen un propósito político o un proyecto social, ya que su eje es una crítica cultural a un supuesto "conformismo" de la vida común mas no una búsqueda de justicia y libertad dentro de la vida común; eso lleva a sus críticos a afirmar que tales subculturas no pueden ser recuperables políticamente porque nunca han representado una alternativa política.

## Recuperación alternativa odétournement
Por otro lado está la experiencia de la banda anarquista Chumbawamba que después de realizar un disco para una discográfica internacional y hacer mucho dinero en esa situación, decidieron usar gran parte de ese dinero para causas ligadas a sus posiciones radicales y después se volvieron independientes de nuevo, ahora como empresarios autónomos y con mayores recursos monetarios. Así parte del dinero que recibieron de la corporación General Motors por el uso de una de sus canciones decidieron donarlo a organizaciones de izquierda extraparlamentaria como Indymedia y CorpWatch. Después sacaron un libretín titulado Sic - Adventures in Anti-Capitalism junto con su disco siguiente. 
Aquí cabe pensar en el uso de la palabra recuperación por parte de algunas guerrillas de los setenta y ochenta las cuales llamaban recuperación más bien a lo opuesto a lo que llamaban la atención los situacionistas. Las guerrillas cuando robaban armamento al ejército nacional para sus acciones armadas o comida a supermercados y camiones repartidores para distribuir a los pobres llamaban a esto recuperación. En el léxico situacionista esto más bien podría ser llamado détournement o el usar algo creado para el mantenimiento del sistema económico-político vigente con fines emancipadores o subversivos.